# Regionalwahlen in Italien 1970
Die Regionalwahlen in Italien 1970 fanden am 7. und 8. Juni statt.

## Zusammenfassung der Ergebnisse
| Listen                                           | Stimmen    | %    | Mandate |
| ------------------------------------------------ | ---------- | ---- | ------- |
| Democrazia Cristiana                             | 10.303.236 | 37,8 | 287     |
| Partito Comunista Italiano                       | 7.586.983  | 27,9 | 200     |
| Partito Socialista Italiano                      | 2.837.451  | 10,4 | 67      |
| Partito Socialista Unitario                      | 1.897.034  | 7,0  | 41      |
| Movimento Sociale Italiano                       | 1.425.807  | 5,2  | 32      |
| Partito Liberale Italiano                        | 1.290.715  | 4,7  | 27      |
| Partito Socialista Italiano di Unità Proletaria  | 878.697    | 3,2  | 16      |
| Partito Repubblicano Italiano                    | 787.011    | 2,9  | 18      |
| Partito Democratico Italiano di Unità Monarchica | 195.373    | 0,7  | 2       |
| Stella Rossa – Rivoluzione Socialista            | 7.681      | 0,0  | –       |
| Partito Autonomo Pensionati d’Italia             | 6.385      | 0,0  | –       |
| Socialdemocrazia                                 | 4.329      | 0,0  | –       |
| Unione Autonomisti d’Italia                      | 3.389      | 0,0  | –       |
| Partito Nazionale Democratico                    | 2.955      | 0,0  | –       |
| Partito Comunista (Marxista-Leninista) Italiano  | 2.696      | 0,0  | –       |
| Unabhängigen                                     | 2.047      | 0,0  | –       |
| Gesamt                                           | 27.231.789 | 100  | 690     |

## Wahlergebnisse der Regionen
| Region                    | DC     | PCI    | PSI    | PSU   | MSI    | PLI   | PSIUP | PRI   | PDIUM | Sonstige | Gültige Stimmen |
| ------------------------- | ------ | ------ | ------ | ----- | ------ | ----- | ----- | ----- | ----- | -------- | --------------- |
| Piemont → Ergebnis        | 36,7 % | 25,9 % | 10,6 % | 8,2 % | 3,3 %  | 8,0 % | 3,1 % | 3,1 % | 1,0 % | −        | 2.805.786       |
| Lombardei → Ergebnis      | 40,9 % | 23,1 % | 12,4 % | 7,2 % | 3,7 %  | 5,9 % | 3,6 % | 2,4 % | 0,6 % | 0,1 %    | 5.228.316       |
| Venetien → Ergebnis       | 51,9 % | 16,8 % | 10,4 % | 7,6 % | 3,3 %  | 4,2 % | 3,5 % | 1,9 % | 0,2 % | 0,2 %    | 2.480.639       |
| Ligurien → Ergebnis       | 32,1 % | 31,3 % | 11,3 % | 7,6 % | 3,8 %  | 7,3 % | 2,9 % | 3,1 % | 0,6 % | −        | 1.225.485       |
| Emilia-Romagna → Ergebnis | 25,8 % | 44,0 % | 8,1 %  | 7,5 % | 3,0 %  | 3,7 % | 3,8 % | 4,0 % | 0,2 % | −        | 2.611.175       |
| Toskana → Ergebnis        | 30,5 % | 42,3 % | 8,7 %  | 6,4 % | 3,8 %  | 2,6 % | 3,2 % | 2,2 % | 0,1 % | −        | 2.328.196       |
| Umbrien → Ergebnis        | 30,1 % | 41,8 % | 9,5 %  | 4,4 % | 5,4 %  | 1,8 % | 4,6 % | 2,4 % | −     | −        | 514.534         |
| Marken → Ergebnis         | 38,6 % | 31,8 % | 8,4 %  | 6,3 % | 4,0 %  | 2,7 % | 3,9 % | 4,2 % | 0,1 % | −        | 864.570         |
| Latium → Ergebnis         | 33,2 % | 26,5 % | 8,8 %  | 7,6 % | 10,2 % | 5,8 % | 2,6 % | 3,7 % | 1,3 % | 0,3 %    | 2.684.094       |
| Abruzzen → Ergebnis       | 48,2 % | 22,8 % | 9,0 %  | 5,5 % | 5,8 %  | 2,9 % | 3,2 % | 2,5 % | 0,2 % | −        | 674.939         |
| Molise → Ergebnis         | 52,1 % | 15,0 % | 9,5 %  | 7,6 % | 4,5 %  | 6,1 % | 2,3 % | 3,0 % | −     | −        | 178.261         |
| Kampanien → Ergebnis      | 39,6 % | 21,8 % | 10,9 % | 7,0 % | 8,8 %  | 3,6 % | 2,5 % | 3,1 % | 2,3 % | 0,3 %    | 2.526.770       |
| Apulien → Ergebnis        | 41,3 % | 26,3 % | 10,6 % | 4,1 % | 8,7 %  | 3,0 % | 2,4 % | 2,3 % | 1,0 % | 0,2 %    | 1.856.431       |
| Basilikata → Ergebnis     | 42,4 % | 24,0 % | 12,7 % | 8,8 % | 4,8 %  | 3,1 % | 2,5 % | 1,7 % | −     | −        | 310.722         |
| Kalabrien → Ergebnis      | 39,7 % | 23,2 % | 14,1 % | 5,1 % | 6,3 %  | 2,7 % | 4,0 % | 4,1 % | 0,4 % | 0,3 %    | 941.871         |
| Gesamt                    | 37,8 % | 27,9 % | 10,4 % | 7,0 % | 5,2 %  | 4,7 % | 3,2 % | 2,9 % | 0,7 % | 0,1 %    | 27.231.789      |